# محمد مسعود الشابي
محمد مسعود الشابي هو ناشط قومي عربي ومفكر وسياسي تونسي.
عندما مر حزب البعث العربي الاشتراكي في تونس بالانقسام في عام 1966 كان الشابي ينتمي إلى الفصيل الذي أيد القيادة التاريخية لميشيل عفلق. في السبعينات برز كزعيم للجماعة البعثية منظمة التونسيين الديمقراطيين - الحرية ومقرها في المنفى.